# Grumman XF5F Skyrocket
Grumman XF5F Skyrocket - prototyp pokładowego myśliwca przechwytującego zaprojektowanego w zakładach Grummana dla potrzeb US Navy w 1938.
W porównaniu z ówczesnymi myśliwcami XF5F był samolotem technicznie bardzo zaawansowanym z kilkoma oryginalnymi rozwiązaniami konstrukcyjnymi, napędzające go dwa silniki były zamontowane na krawędzi natarcia skrzydeł i wystawała przed krótki nos samolotu, który nie wystawał przed skrzydła. Oryginalnie zaplanowano, że samolot zostanie uzbrojony w dwa działka 23 mm.
Pierwszy lot nowego samolotu odbył się 1 kwietnia 1940 i już czasie pierwszych testów odkryto problemy z chłodzeniem silników, co wymusiło zmiany w chłodnicach olejowych. W wyniku analizy danych z następnych lotów dokonano kolejnych modyfikacji: obniżono wysokość owiewki kabiny pilota, zmieniono uzbrojenie z dwóch działek na cztery karabiny maszynowe kalibru 12,7 mm oraz przedłużono nieco kadłub tak, że wystawał przed skrzydła. Wszystkie zmiany zakończono 15 czerwca 1941 następne loty próbne wykazały potrzebę dalszych zmian, które zostały zakończone dopiero 15 stycznia 1942. W tym czasie Grumman rozpoczął pracę nad nowocześniejszym i bardziej zaawansowanych myśliwcem dwusilnikowym XF7F-1 i dalsze eksperymenty z XF5F służyły już tylko do testowanie rozwiązań związanych z nowszym myśliwcem. "Skyrocket" został skreślony z listy aktywnych projektów 11 grudnia 1944.